# خيفوداوية
الخيفوداوية  (الاسم العلمي:Ecitonini) هي قبيلة من الحشرات تتبع فصيلة النمل من رتبة غشائيات الأجنحة.

## الأجناس
- الخيفود